# BrandFestival
A BrandFestival bő 20 éves története alatt Közép-Európa egyik legfontosabb márkakommunikációs és vállalatstratégiai konferenciájává vált.[forrás?]
A demokratikus alapokon szerveződő, mára nonprofittá vált esemény négy kategóriában is döntőbe jutott a 2022-es Conference & Events Awards nemzetközi konferenciaversenyen, aminek hatására a BrandFestival a világ legszínvonalasabb szakmai rendezvényei közé emelkedett.[forrás?]

## A BrandFestival múltja és jelene
A BrandFestival Közép-Európa rendszeres szakmai csúcstalálkozója, emellett a marketing- és kommunikációs ágazat tudásmegosztó műhelye.
Az eseményen a gazdasági élet és a kommunikációs iparág meghatározó szereplői osztják meg a stratégiaalkotás, a márkaépítés és az értékesítési folyamatok terén szerzett tapasztalataikat. A rendezvény három, egymástól jól elkülöníthető stratégiai lábbal rendelkezik: a „makroszintű” előadások mellett a márkaépítés világából érkezett nemzetközi sztárelőadók, illetve a kiemelkedő hazai vállalatvezetők előadásaival.
A konferenciát 2001 óta minden évben a Republic Group reklámügynökség szervezi meg. A BrandFestival indulásakor az volt a legfőbb törekvés, hogy a rendezvény alapvető szakmai munícióval lássa el a márkaépítés és -menedzselés iránt érdeklődő ágazati szereplőket, hogy a mindennapi üzleti gyakorlat szerves részévé tegye a márkaalapú gondolkodást. Abból indult ki, hogy a márkakommunikáció értéknövelő vállalati tevékenység, így a rendezvény célja az első néhány évben az volt, hogy a vállalatvezetők a bemutatott „márkaegyenletek” segítségével hatékonyabbá tegyék kommunikációjukat.
A konferencia tematikája azóta folyamatosan változik, de a középpontban a stratégiaalkotás és a márkakommunikáció maradt. Az utóbbi években egyre inkább a jövőt alapjaiban meghatározó kérdés- és témakörök kerültek az előtérbe.  
A korábbi BrandFestival konferenciák témái:
2001-2007: Branding stratégiák – a márkakommunikáció értéknövelő hatása.
2007-2009: Új vezetés – a jó vezető ismérvei a 21. században, a stratégiai gondolkodás elsajátítása.
2009-2010: Új gazdaság (a BrandFestival együttműködő partnere volt az Anderson Analytics tanácsadó cég).
2010-2011: Fogyasztói elkötelezettség – a márkahűség kialakításának stratégiája.
2011-2013: Brandegyszerűsítés – a versenyelőny megszerzése a fogyasztók márkahűségének kiépítésén keresztül.
2011-2015: Márkahűség – az új fogyasztók megszerzése mindig drágább, mint a meglévők megtartása.
2016: Márkaélmények és az új fogyasztók.
2017: A multiplatformos márkás tartalmak effektív használata.
2018: Hősök & Történetek – történetmesélésen alapuló élménykommunikáció.
2019: A leghatékonyabb vezetők – növekedésszemlélet és „grit” az agilis transzformáció korában.
2021: Viselkedés-közgazdaságtan – viselkedéstorzítás és profitnövelés.   

## Előadók
Az elmúlt rendezvényeken a majd 600 márkáról szóló, 912 előadást, közel 12 000 résztvevő követte. Nobel-díjasok, vezérigazgatók, felsővezetők, a Harvard és a Columbia Egyetem professzorai vitatták meg a legfontosabb szakmai trendeket
Az évek alatt a BrandFestival egy teljesen nonprofit rendezvénnyé vált. A konferencia minden bevételét a saját eseményébe forgatja vissza.
Kiemelt előadók az elmúlt évekből:
- Edmund Phelps
- Robert J Aumann
- Csíkszentmihályi Mihály – Head of the department of psychology - Univ. of Chicago
- Josh Orton - Deputy Director of the New Media Division - Obama for America Campaign
- PorterGale - Marketing VP - Virgin America
- Alexander Brody
- Jonny Bauer - Head of Strategy - Droga5
- Rohit Deshpande - Professor of Marketing - Harvard University
- Marc Mathieu  - SeniorVP of Brand Marketing - Coca-Cola
- Andy Cameron - International Creative Director - Wieden& Kennedy
- Johannes Newrkla - elnök, Art Directors Club Europe

## BrandFestival Grémium
A demokratikus konferenciamodell hatására a BrandFestival programját egy széles körű, évről évre számos neves szaktekintélyt bevonó grémium állítja össze a legfontosabb nemzetközi trendek alapján. Az ülés azokra a trendekre fókuszál, amelyek a legmagasabb üzleti és társadalmi értéket teremtve hosszú távon határozzák meg az ágazat fejlődését és gondolkodását. A grémium elnöke Barna Tamás, a Republic Group ügyvezetője és a BrandFestival alapítója, a rendezvény elnöke és szakmai igazgatója pedig Berkes Péter.